# 3 de maio
3 de maio é o 123.º dia do ano no calendário gregoriano (124.º em anos bissextos). Faltam 242 dias para acabar o ano.

## Eventos históricos

1808: Três de Maio em Madrid.

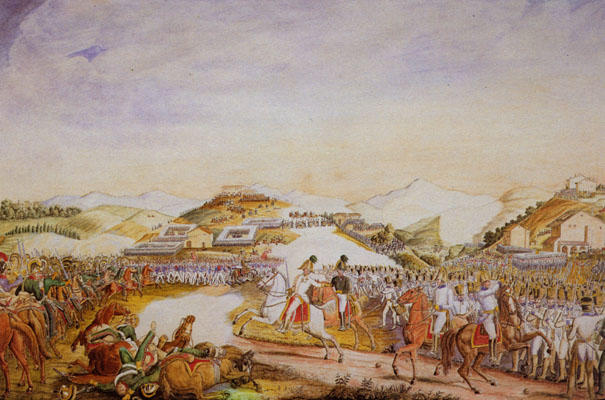
1815: Batalha de Tolentino.

- 1481 — O maior dos três terremotos atinge a ilha de Rodes e causa cerca de 30 000 vítimas.[1]
- 1491 — Nkuwu Nzinga, monarca do Congo, é batizado por missionários portugueses, adotando o nome batismal de João I.
- 1616 — O Tratado de Loudun encerra a guerra civil francesa.
- 1715 — Um eclipse solar total é visível no norte da Europa e no norte da Ásia, conforme previsto por Edmond Halley com precisão de quatro minutos.[2]
- 1791 — Proclamada, pela Sejm da República das Duas Nações, a Constituição Polonesa de Maio, a primeira Constituição moderna da Europa.
- 1808
  - Guerra Finlandesa: a Suécia perde a fortaleza de Suomenlinna para a Rússia.
  - Guerra Peninsular: os rebeldes de Madrid, que se revoltaram em dois de maio, são executados perto da colina do Príncipe Pío.
- 1815 — Guerra Napolitana: Joaquim Murat, rei de Nápoles, é derrotado pelos austríacos na Batalha de Tolentino, o confronto decisivo da guerra.
- 1823 — Império do Brasil: A Assembleia Geral Constituinte e Legislativa é instalada no Rio de Janeiro.
- 1837 — A Universidade de Atenas é fundada em Atenas, Grécia.
- 1855 — William Walker, aventureiro americano, parte de São Francisco com cerca de 60 homens para conquistar a Nicarágua.
- 1860 — Carlos XV da Suécia e Noruega é coroado rei da Suécia.
- 1913 — Estreia do filme Raja Harishchandra, o primeiro longa-metragem indiano, marcando o início da indústria cinematográfica indiana.
- 1920 — Fracassa um golpe de Estado bolchevique na República Democrática da Geórgia.
- 1921 — Partição da Irlanda: o Ato do Governo da Irlanda de 1920 é aprovado, dividindo a Irlanda em Irlanda do Norte e Irlanda do Sul.
- 1925 — O Senado Federal do Brasil, muda-se para o Palácio Monroe, onde ficaria até sua mudança para Brasília anos depois.
- 1928 — Início do Incidente de Jinan com a morte de doze civis japoneses pelas forças chinesas em Jinan, na China, o que leva à retaliação japonesa e à morte de mais de 2 000 civis chineses nos dias seguintes.
- 1937 — Gone with the Wind, um romance de Margaret Mitchell, ganha o Prêmio Pulitzer de Ficção.
- 1939 — Formação do Bloco de Avanço da Índia por Subhas Chandra Bose, um dos mais proeminentes e altamente respeitados líderes do movimento de independência indiana.
- 1945 — Segunda Guerra Mundial: afundamento dos navios de prisioneiros Cap Arcona, Thielbek e Deutschland pela Força Aérea Real na Baía de Lübeck.
- 1947 — Entra em vigor a nova Constituição do Japão pós-guerra.
- 1951 — Inauguração do Royal Festival Hall de Londres.
- 1960 — Inauguração do museu Casa de Anne Frank em Amsterdã, Países Baixos.
- 1979 — Margaret Thatcher vence as eleições gerais do Reino Unido.[3] No dia seguinte, torna-se a primeira mulher a ser primeira-ministra britânica.
- 1999
  - O Tornado de Bridge Creek-Moore, de categoria F5, arrasa a cidade de Oklahoma City, nos Estados Unidos, com ventos que ultrapassam os 420 km/h.
  - A infiltração de soldados paquistaneses no lado indiano resulta na Guerra de Cargil.
- 2000 — Início do esporte de geocaching, com o primeiro cache colocado e as coordenadas de um GPS postado na Usenet.
- 2001 — Os Estados Unidos perdem seu assento na Comissão das Nações Unidas para os Direitos Humanos pela primeira vez desde que a comissão foi formada em 1947.
- 2007 — A menina britânica Madeleine McCann, de 4 anos, desaparece na Praia da Luz, Portugal, iniciando "o caso de desaparecimento mais noticiado da história moderna".
- 2016 — Oitenta e oito mil pessoas foram evacuadas de suas casas em Fort McMurray, Alberta, Canadá, quando um incêndio violento atingiu a comunidade, destruindo aproximadamente 2 400 casas e prédios.
- 2018
  - O grupo terrorista separatista basco ETA anuncia sua dissolução e cessação de todas as atividades.
  - Pelo menos 110 pessoas morrem e dezenas ficam feridas após fortes tempestades de areia nos estados de Uttar Pradesh e Rajastão, norte da Índia.
- 2025 — Realização do festival Todo Mundo no Rio com a apresentação da cantora Lady Gaga. Foi o maior show com público feito por uma artista feminina na história.[4]

## Nascimentos

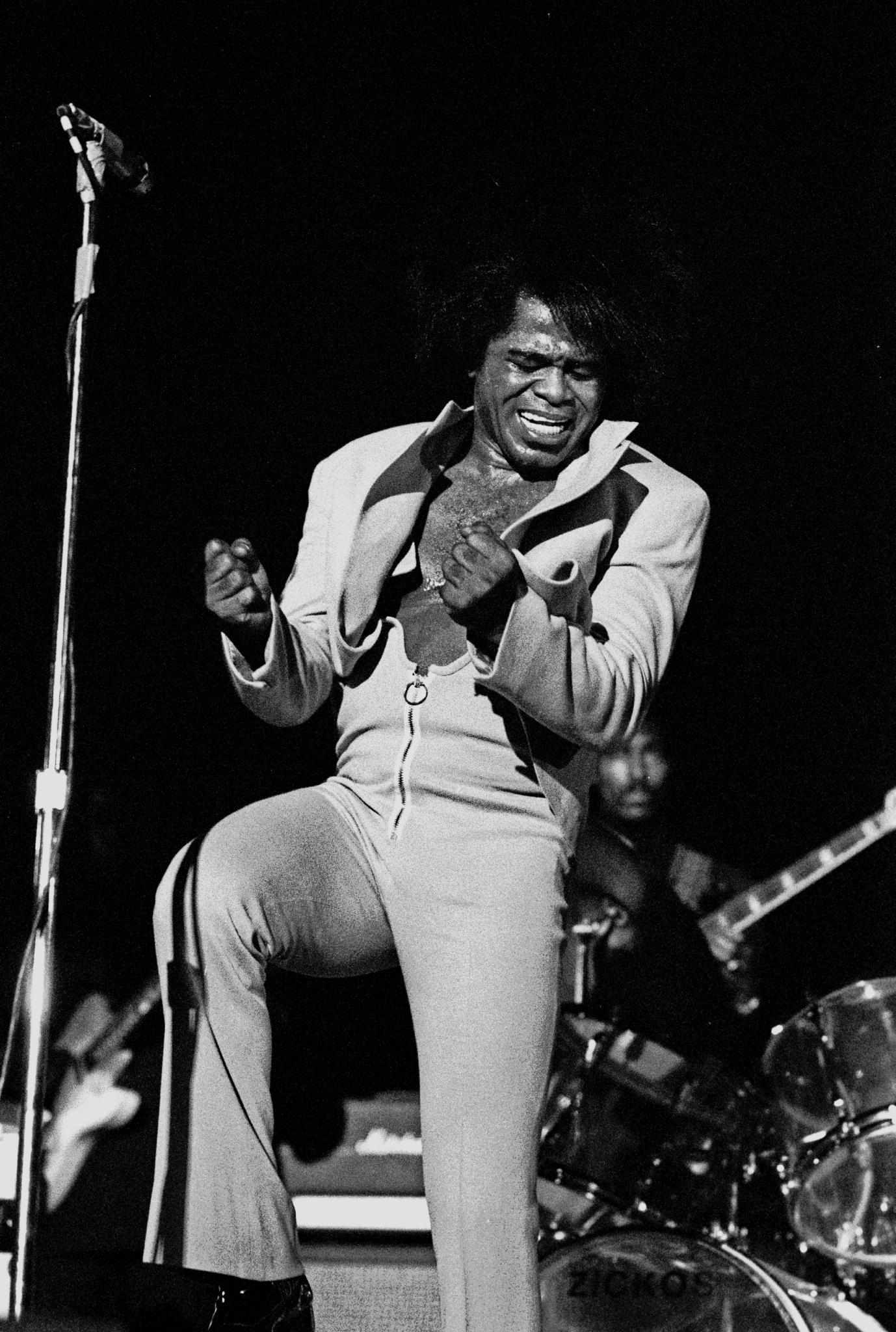
James Brown

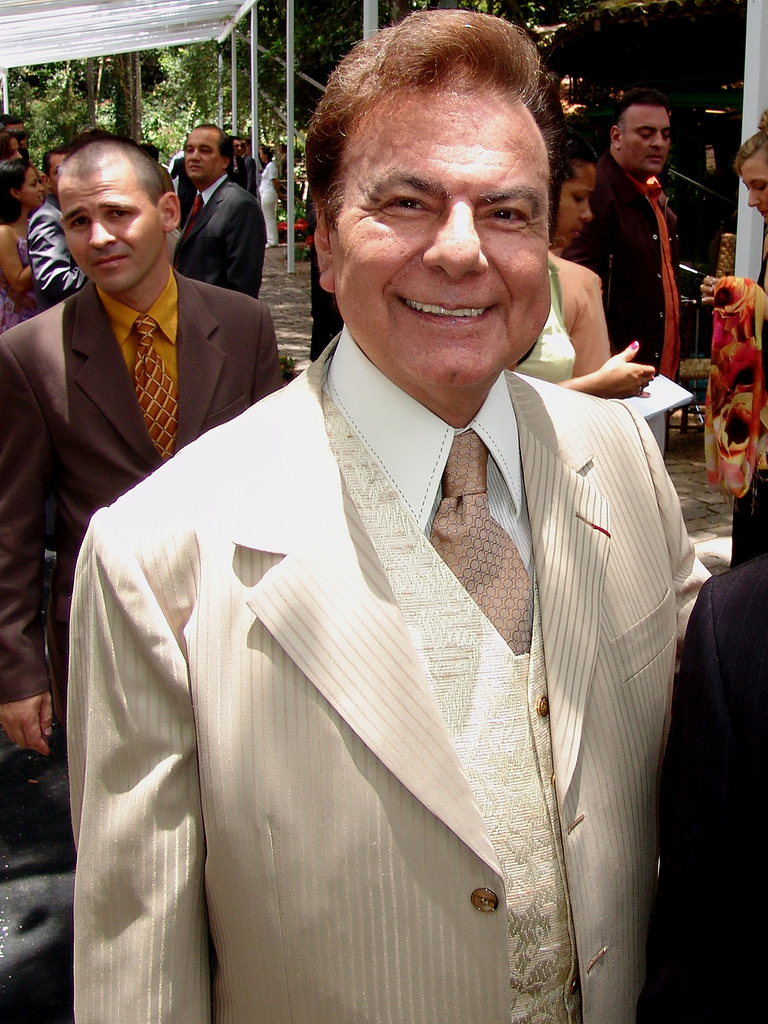
Agnaldo Rayol

### Anteriores ao século XIX
- 0612 — Constantino III, imperador bizantino (m. 641).
- 1415 — Cecília Neville, duquesa de Iorque (m. 1495).
- 1446 — Margarida de Iorque (m. 1503).
- 1455 — João II de Portugal (m. 1495).
- 1469 — Nicolau Maquiavel, filósofo e historiador italiano (m. 1527).
- 1678 — Amaro Pargo, corsário e comerciante espanhol (m. 1747).
- 1764 — Isabel de França (m. 1794).
- 1768 — Agustín Eyzaguirre, político chileno (m. 1837).

### Século XIX
- 1826 — Carlos XV da Suécia (m. 1872).
- 1859 — Andy Adams, escritor norte-americano (m. 1935).
- 1898 — Golda Meir, política israelense (m. 1978).

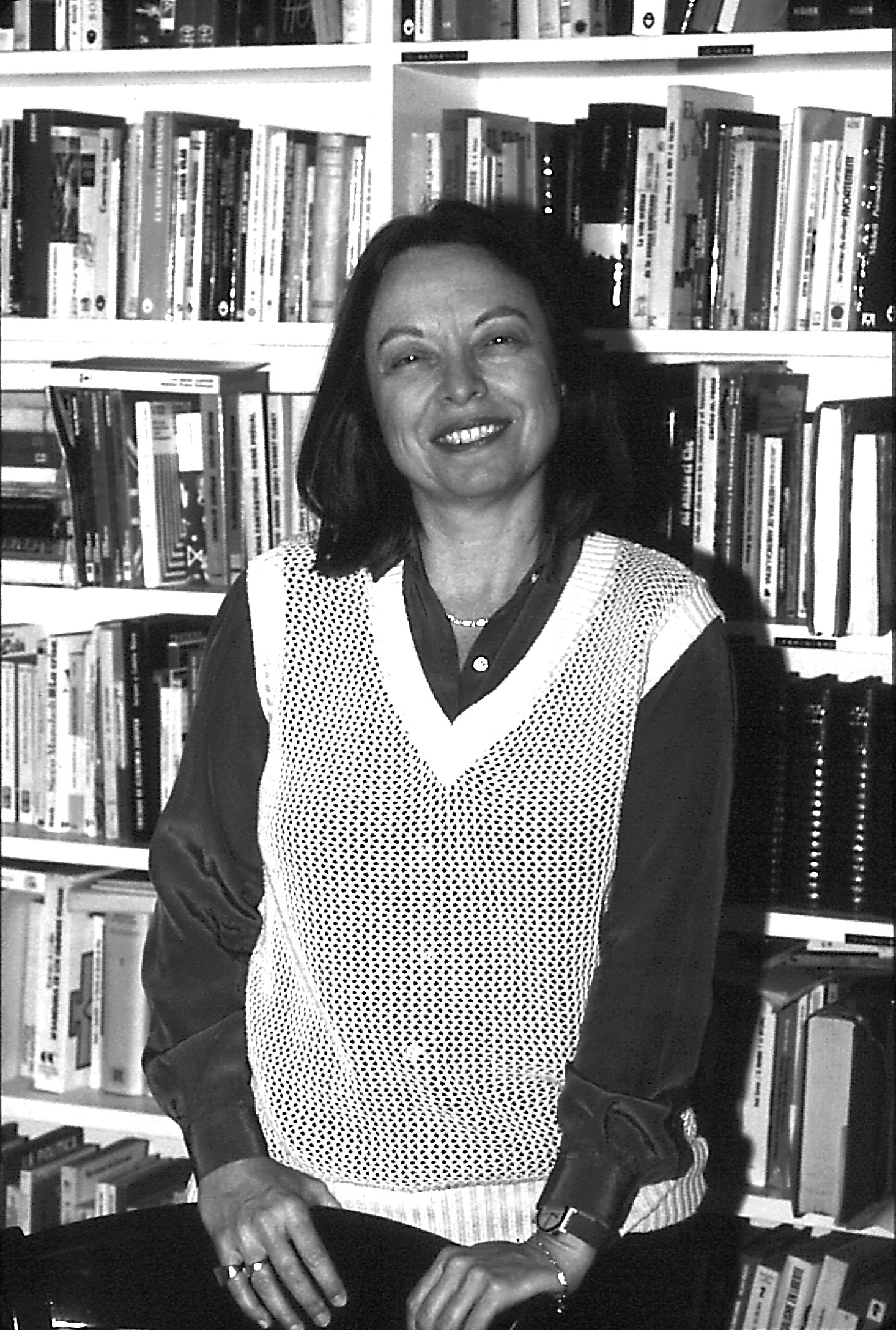
Nélida Piñon

### Século XX

#### 1901–1950
- 1903 — Bing Crosby, ator e cantor norte-americano (m. 1977).
- 1906 — Mary Astor, atriz norte-americana (m. 1987).
- 1910
  - Aurélio Buarque de Holanda Ferreira, lexicógrafo, filólogo e ensaísta brasileiro (m. 1989).
  - Alceo Galliera, organista e maestro italiano (m. 1996).
- 1919 — Pete Seeger, músico estadunidense (m. 2014).
- 1921
  - Sugar Ray Robinson, pugilista estadunidense (m. 1989).
  - Vasco Gonçalves, político português (m. 2005).
- 1924 — Ken Tyrrell, automobilista britânico (m. 2001).
- 1926 — Milton Santos, geógrafo brasileiro (m. 2001).
- 1928 — Julien Guiomar, ator francês (m. 2010).
- 1930 — Yvonne Sherman, patinadora artística americana (m. 2005).
- 1933
  - James Brown, cantor e compositor estadunidense (m. 2006).
  - Steven Weinberg, físico norte-americano (m. 2021).
- 1934
  - Frankie Valli, músico norte-americano.
  - Georges Moustaki, cantor e compositor francês (m. 2013).
  - Mário Vilela, dublador brasileiro (m. 2005)
- 1936 — Noriel Vilela, cantor brasileiro (m. 1975).
- 1937 — Nélida Piñon, escritora brasileira (m. 2022).
- 1938 — Agnaldo Rayol, cantor e compositor brasileiro (m. 2024).
- 1940
  - Cybele, cantora brasileira (m. 2014).
  - Clemens Westerhof, treinador de futebol neerlandês.
- 1943 — Drauzio Varella, médico, cientista e escritor brasileiro.
- 1946
  - José Genoino, político brasileiro.
  - Rabah Saâdane, treinador de futebol argelino.
- 1948 — Larry Brandenburg, ator norte-americano.
- 1949
  - Boy Hayje, ex-automobilista neerlandês.
  - Leopoldo Luque, futebolista argentino (m. 2021).
- 1950 — Buza Ferraz, ator e diretor brasileiro (m. 2010).

#### 1951–2000
- 1951 — Christopher Cross, músico, cantor e compositor norte-americano.
- 1960 — Jaron Lanier, músico norte-americano.
- 1961
  - Steve McClaren, treinador de futebol britânico.
  - Lamartine Posella, pastor brasileiro.
- 1965 — Emmerson José, apresentador, jornalista e radialista brasileiro.
- 1967
  - André Olbrich, guitarrista alemão.
  - Carlos Mercenario, atleta mexicano.
- 1968 — Debora Caprioglio, atriz italiana.
- 1969 — Amy Ryan, atriz norte-americana.
- 1973 — Michael Reiziger, ex-futebolista neerlandês.
- 1974 — Fernando Alvim, apresentador e radialista português.
- 1975
  - Adinam, futebolista brasileiro.
  - Christina Hendricks, atriz norte-americana.
  - Valentino Lanus, ator mexicano.
  - Dulé Hill, ator norte-americano.
- 1976
  - Beto, futebolista português.
  - Marcelo Nascimento, cantor e compositor de música gospel brasileiro.
- 1977
  - Bruno Mazzeo, humorista e ator brasileiro.
  - Noel Valladares, futebolista hondurenho.
- 1979
  - Elegance Bratton, cineasta e fotógrafo americano.
  - Genevieve Nnaji, atriz e cantora nigeriana.
- 1980
  - Zuzana Ondrášková, tenista tcheca.
  - Andrea Cossu, futebolista italiano.
- 1981
  - Benoît Cheyrou, futebolista francês.
  - Fernando Menegazzo, futebolista brasileiro.
  - Murilo Endres, jogador de vôlei brasileiro.
  - Stéphanie Foretz, tenista francesa.
  - Farrah Franklin, cantora e atriz americana.
- 1982
  - Danielle Deadwyler, atriz americana.
  - Juliana Alves, atriz e modelo brasileira.
  - Celso Machado, guitarrista brasileiro.
- 1983
  - Rosinei, futebolista brasileiro.
  - Romeo Castelen, futebolista neerlandês.
  - Satoru Yamagishi, futebolista japonês.
- 1984
  - Tiago Prado, futebolista brasileiro.
  - Cheryl Burke, dançarina norte-americana.
- 1985
  - André Lima, futebolista brasileiro.
  - Ezequiel Lavezzi, futebolista argentino.
- 1986
  - Ekaterina Dzehalevich, tenista bielorrussa.
  - Pom Klementieff, atriz e modelo francesa.
- 1987 — Mateusz Kowalczyk, tenista polonês.
- 1989
  - Mary Lambert, cantora norte-americana.
  - Selah Sue, cantora belga.
- 1991 — Carlo Acutis, beato católico britânico (m. 2006).
- 1995 — Anwar El Ghazi, futebolista neerlandês.
- 1996 — Noah Munck, ator norte-americano.
- 1997 — Desiigner, cantor norte-americano.
- 2000 — Mohamed Simakan, futebolista francês.

### Século XXI
- 2002 — MC Pedrinho, cantor brasileiro.
- 2003 — Florian Wirtz, futebolista alemão.
- 2004
  - Mel Maia, atriz brasileira.
  - Aleksandar Pavlović, futebolista alemão.

## Mortes

### Anteriores ao século XIX
- 1123 — Felícia de Roucy, rainha de Aragão e Navarra (n. 1060).
- 1152 — Matilde I, Condessa de Bolonha (n. 1105).
- 1270 — Bela IV da Hungria (n. 1206).
- 1294 — João I de Brabante (n. 1253).
- 1481 — Maomé II, o Conquistador (n. 1432).
- 1607 — Agnes Douglas, Condessa de Argyll (n. 1574).
- 1719 — Pierre Le Gros, o Jovem, escultor francês (n. 1666).
- 1739 — Maria Ana de Bourbon, princesa de Conti (n. 1666).
- 1758 — Papa Bento XIV (n. 1675).
- 1764 — Francesco Algarotti, filósofo, crítico e escritor de ópera italiano (n. 1712).

### Século XIX
- 1834 — Alexey Arakcheev, general e estadista russo (n. 1769).
- 1856 — Adolphe Charles Adam, compositor francês (n. 1803).
- 1881 — George Linnaeus Banks, jornalista e dramaturgo britânico (n. 1821).

### Século XX
- 1912 — Marie-Léonie Paradis, freira e santa católica franco-canadense (n. 1840).
- 1925 — Clément Ader, engenheiro francês (n. 1841).
- 1967 — Nina Mae McKinney, atriz, cantora e dançarina americana (n. 1912).
- 1983 — Armando José Fernandes, compositor português (n. 1906).
- 1987 — Dalida, cantora francesa (n. 1933).
- 1996 — José Demeterco, professor e artista plástico brasileiro (n. 1913).

### Século XXI
- 2001 — Afonso Praça, jornalista e escritor português (n. 1939).
- 2004 — Lygia Pape, artista plástica brasileira (n. 1927).
- 2006 — Karel Appel, pintor, escritor e escultor neerlandês (n. 1921).
- 2007 — Walter Schirra, astronauta norte-americano (n. 1923).
- 2008
  - Leopoldo Calvo-Sotelo, político espanhol (n. 1926).
  - Hanon Reznikov, dramaturgo, ator e diretor americano (n. 1950).
- 2014 — Mãe Dináh, vidente brasileira (n. 1930).
- 2019 — Goro Shimura, matemático japonês (n. 1930).
- 2021 — Rafael Albrecht, futebolista argentino (n. 1941).
- 2023 — Velho Milongueiro, cantor e compositor brasileiro (n. 1939).
- 2025 — Sirri Süreyya Önder, ator, colunista e político turco (n. 1962).

## Feriados e eventos cíclicos
- Dia Internacional da Liberdade de imprensa
- Dia do Parlamento
- Dia Internacional do Sol

### Portugal
- Feriado Municipal de Sernancelhe e Barcelos
- Festa de Santa Cruz
- Dia da GNR (Guarda Nacional Republicana)

### Brasil
- Dia do Cientista Político
- Dia do Taquígrafo
- Dia do Sertanejo
- Dia Nacional do Pau-brasil
- Feriado Municipal em Brotas, SP
- Feriado Municipal em Rio Grande da Serra, SP
- Feriado Municipal em Miracema, RJ
- Feriado Municipal em Iracemápolis, SP
- Feriado Municipal em Bebedouro, SP
- Feriado Municipal em Três de Maio, RS
- Feriado Municipal em Pinhalzinho, SP
- Feriado Municipal em Braganey, PR
- Feriado Municipal em Santa Cruz das Palmeiras, SP
- Feriado Municipal em Tauá, CE

### Cristianismo
- Adão Abade
- Ahmet, o Calígrafo
- Filipe
- Istifan al-Duwayhi
- Papa Alexandre I
- Santiago Menor
- Tiago, o Justo

## Outros calendários
- No calendário romano era o 5.º dia (V) antes das nonas de maio.
- No calendário litúrgico tem a letra dominical D para o dia da semana.
- No calendário gregoriano a epacta do dia é xxvi.